# José Miguel Viñuela
José Miguel Viñuela Infante (né le 26 novembre 1974 à Santiago du Chili), est un journaliste et présentateur de télévision chilien.

## Biographie
Il est ancien élève du prestigieux Colegio San Ignacio El Bosque.

## Télévision

### Programmes
- 1982 : Sábado Gigante (Canal 13)
- 1997-2005 : Mekano (Megavisión/Mega) : Animateur
- 1998-1999 : Videos y penitencias (Megavisión) : Paneliste
- 2004-2011 : Sábado por la noche (SxN) (Mega) : Animateur
- 2005-2012 : Mucho gusto (Mega) : Animateur
- 2007 : Esperando a BKN (Mega)
- 2007 : BKN Awards (Mega)
- 2008-2010 : ¿Sabes más que un niño de 5° básico? (Mega) : Animateur
- 2009 : La muralla infernal (Mega) : Animateur
- 2010 : Sábado por la noche verano prime (SxN) (Mega) : Animateur
- 2010 : Vive Sudáfrica (Mega) : Animateur
- 2011 : Vive USA (Mega) : Animateur
- 2011 : La pieza oscura (Mega) : Animateur
- 2011-2012 : Coliseo Romano (Mega) : Animateur
- 2012 : Tu cara me suena (Mega) : Animateur remplacement
- 2012 : El mejor de Chile (TVN) : Jury
- 2012 : Apuesto por ti (TVN) : Animateur
- 2013 : Buenos días a todos (TVN) : Présentateur remplacement
- 2013-2014 : Vive Viña en TVN (TVN) : Présentateur
- 2013 : Juga2 (TVN) : Animateur
- 2013 : La familia más loca de Chile (TVN) : Animateur
- 2013 : Vitamina V (TVN) : Animateur
- 2014 : Más que 2 (TVN) : Animateur
- 2014 : Un minuto para Ganar Junior (TVN) : Animateur
- 2015 : Boom (TVN) : Animateur
- 2018-présent : Mucho gusto (Mega) : Panéliste puis animateur
- 2020 : Dale Play (Mega) : Animateur
- 2020 : Desafío Millonario (Mega) : Animateur

### Séries
- 2004 : Xfea2 (Mega) : Tte. Malone
- 2007 : Tres son multitud (Mega) : Gaspar García

## Radio

### Émissions de radio
- Hola Concierto, Radio Concierto
- Arriba de la pelota, Radio Carolina
- La Buena Onda, Radio Agricultura
- Lo que pasó, pasó, Radio Candela